# Убрать из друзей
«Убра́ть из друзе́й» (англ. Unfriended) — фильм ужасов 2015 года режиссёра Левана Габриадзе и продюсера Тимура Бекмамбетова. Фильм снят при помощи скринкастинга, его действие демонстрируется через мониторы компьютеров персонажей.
Рабочее название фильма было Offline. 20 июля 2014 года картина была показана на фестивале Fantasia в Монреале под названием Cybernatural. В прокат фильм вышел 17 апреля 2015 года под названием Unfriended. Российская премьера фильма состоялась 9 июля 2015 года.

## Сюжет
Действие фильма происходит во Фресно. Повествование ведётся с экрана монитора выпускницы Блэр Лили (Шелли Хенниг). Год назад её подруга Лора Барнс (Хезер Соссаман) стала жертвой издевательств и покончила жизнь самоубийством после того, как унизительное видео с ней было загружено на YouTube без её согласия.
Блэр просматривает на сайте LiveLeak видео самоубийства Лоры, где та стреляет себе в голову из пистолета. Неожиданно поступает вызов по Skype — это звонит Митч Рассел (Моусес Сторм); выясняется, что у Блэр и Митча отношения. Они ведут эротический чат с элементами виртуальной угрозы (Митч достаёт мачете и начинает угрожать Блэр). Он хочет приехать и лично всё увидеть, но Блэр его останавливает под предлогом, что её отец дома.
Во время чата она говорит, что готова к интимной связи сразу после выпускного, намекая, что она ещё девственница. Неожиданно разговор переходит в конференц-связь, к которой подключаются их друзья — Джесс Фелтон (Рене Олстед), Кен Смит (Джейкоб Высоцки) и Адам Сьюэлл (Уильям Пельтц). Друзья замечают, что в конференции участвует ещё один участник под ником billie227 с выключенной камерой и не имеющий аватара. Кроме того, Блэр от Лоры поступают сообщения в Facebook. Сочтя, что это чья-то неудачная шутка, Блэр пытается выставить на странице Лоры памятный статус, однако тому препятствуют необъяснимые «глюки» на сайте. Тем не менее, её удаётся убрать из списка друзей.
После нескольких безуспешных попыток избавиться от непрошеного гостя (он появляется даже при связи один на один) друзья подозревают, что их разыгрывает ещё одна их подруга — Вэл Роммель (Кортни Хэлверсон). Однако она подключается к разговору под своим аккаунтом. Неожиданно на странице Джесс в Facebook появляются фотографии с Вэл, где она в состоянии алкогольного и наркотического опьянения, и та становится объектом насмешек. Джесс уверяет, что это не она загрузила эти фотографии, и девушки начинают ссориться между собой. Поначалу Джесс не может удалить фотографии (после перезагрузки страницы они появляются снова), но потом ей это удаётся. Однако эти фотографии появляются уже на странице Адама. В этот момент billie227 начинает посылать друзьям сообщения. Блэр обнаруживает, что аккаунт принадлежит Лоре Барнс. Вэл получает по почте некий компромат (по словам Джесс, она сфотографировалась топлесс) и, понимая, что это всё проделки неизвестного пользователя, вызывает полицию. Её отключают.
Блэр получает по почте письмо с адреса Лоры со скриншотом переписки, в которой Лора умоляет Вэл удалить видео, если это сделала она. Вэл предлагает Лоре убить себя. Под фотографией появляются гневные комментарии среди одноклассников, обвиняющих Вэл в смерти Лоры. Кен высказывает мнение, что Лора всегда была «стервой» и «получила по заслугам». Митч присылает Блэр ссылку на видео, где Лора выcказывает своё презрение. Блэр объясняет это видео тем, что у Лоры были проблемы в семье. В итоге друзья соглашаются с тем, что Вэл поступила жестоко.
Внезапно в разговор возвращается Вэл, которая безэмоционально смотрит в камеру. Ребята замечают на столе разбитое зеркало и открытую бутылку с очистителем. billie227 приказывает Вэл убить себя, после чего ноутбук падает на пол, а в дом Вэл прибывает полиция, которая констатирует её самоубийство (ребята не верят в это, думая, что у Вэл случился припадок, вызванный эпилепсией). Кен предлагает очистить компьютеры антивирусом, и billie227 отключается. Затем Адам пытается вызвать полицию. Однако оператор службы экстренной помощи оказывается тем самым billie227 и снова входит в чат, открывая вид с камеры с другой стороны комнаты Кена. Он приближается к источнику камеры, и его Skype ненадолго обрывается, прежде чем он показывает, как он убивает себя блендером.
Лора заставляет оставшихся друзей играть в игру «Я никогда не», в которой её участники вынуждены говорить правду, пока не истекло время на таймере, а проигравший должен умереть. В результате ребята ссорятся между собой. В ходе игры выясняется, что Джесс распускала слух об анорексии Блэр и украла у Адама 800 долларов; Блэр разбила машину мамы Джесс; Митч целовался с Лорой и «заложил» Адама, что тот курит травку; Адам предлагал Джесс убить себя. Вспыхивает ссора, и пьяный Адам, наконец, выходит из себя и использует игру, чтобы заставить Блэр показать, что она больше не девственница, поскольку переспала с ним за спиной Митча. Это выводит Митча из себя.
Принтеры Адама и Блэр распечатывают сообщения, гласящие, что их нельзя показывать друзьям. Подозревая, что между ними что-то есть, Митч требует показать листок, однако Блэр боится это делать. Митч приходит в ярость и угрожает тем, что отключится. Напуганная Блэр показывает листок, на котором написано: «Если покажешь этот листок, Адам умрёт». В ту же секунду Адам стреляет себе в голову из револьвера. На его листке написано: «Если покажешь этот листок, Блэр умрёт».
billie227 требует признаться, кем была осквернена могила Лоры — это оказывается Джесс. В эту секунду в доме Джесс внезапно выключается свет, после чего она срывается с места с ноутбуком и пытается спрятаться. Блэр, не зная, как помочь подруге, заходит на сайт чатрулетки, где находит девушку, решившую вызывать полицию в дом Джесс, но до их прибытия Джесс погибает от выпрямителя для волос, оказавшегося у неё в горле. На её странице в сети появляется фото, показывающее смерть Джесс с подписью «Looks like she finally stfu» («Похоже, что она наконец-то заткнулась»).
Далее Лора требует признаться, кто загрузил то самое унизительное видео, на котором она, испачканная экскрементами, лежит на земле в бессознательном состоянии, и запускает таймер. Она давит на Блэр, заставляя её обвинить в этом Митча, что та и делает. Митч говорит Блэр, что любит её и убивает себя, упав лицом на своё мачете. Блэр остаётся один на один с Лорой.
Лора говорит Блэр, что осталась ещё одна нерешённая проблема в их отношениях, и та в панике пытается вызвать у Лоры жалость, показывая фотографии, где обе они сняты вместе, и напоминая, что они были «как сёстры». Лора отмечает Блэр на том самом видео, которое привело к смерти девушки. Становится известно, что именно Блэр сняла то самое видео. Под ним пользователи пишут гневные комментарии, называя её монстром, и желают ей, так же как и в своё время Лоре, покончить с собой, обвиняя её в смерти Лоры.
Блэр извиняется перед подругой, на что получает ответ, что та хотела бы её простить, но в сети все грехи будут жить вечно. Аккаунт Блэр отключается от скайпа, остаётся только аккаунт Лоры. Экран темнеет. Во время титров слышится крик Блэр, затем она кричит снова.
Альтернативный финал: Лора отключается, Блэр остаётся одна. Затем слышится скрип открывающейся двери, чьи-то руки захлопывают ноутбук. Конец фильма идёт от лица Блэр, на которую нападает призрак Лоры, слышится последний крик девушки.

## В ролях
| Актёр                | Роль                    |
| -------------------- | ----------------------- |
| Шелли Хенниг         | Блэр Лили девушка Митча |
| Рене Олстед          | Джесс Фелтон            |
| Уильям Пельтц        | Адам Сьюэлл             |
| Джейкоб Высоцкий     | Кен Смит                |
| Кортни Хэлверсон     | Вэл Роммель             |
| Хезер Соссамэн       | Лора Барнс              |
| Мэттью Борер         | Мэтт                    |
| Мозес Джейкоб Сторм  | Митч Рассел парень Блэр |
| Константин Хабенский | офицер полиции          |

## Восприятие
Фильм получил в основном нейтральные отзывы критиков. На сайте Rotten Tomatoes фильм имеет рейтинг 62 % на основе 173 рецензий со средним баллом 6 из 10.
Фильм коммерчески успешен, при бюджете в $1 млн в мировом прокате было собрано $64 млн.

## Рекорд в Twitter
Появившись в интернете в январе 2015 года, международный трейлер «Убрать из друзей» стал самым популярным трейлером в истории сервиса Twitter. Только за один день, 14 января, его пользователи опубликовали 261 941 пост, посвящённый ролику и самому фильму.